# Fara (Heilige)

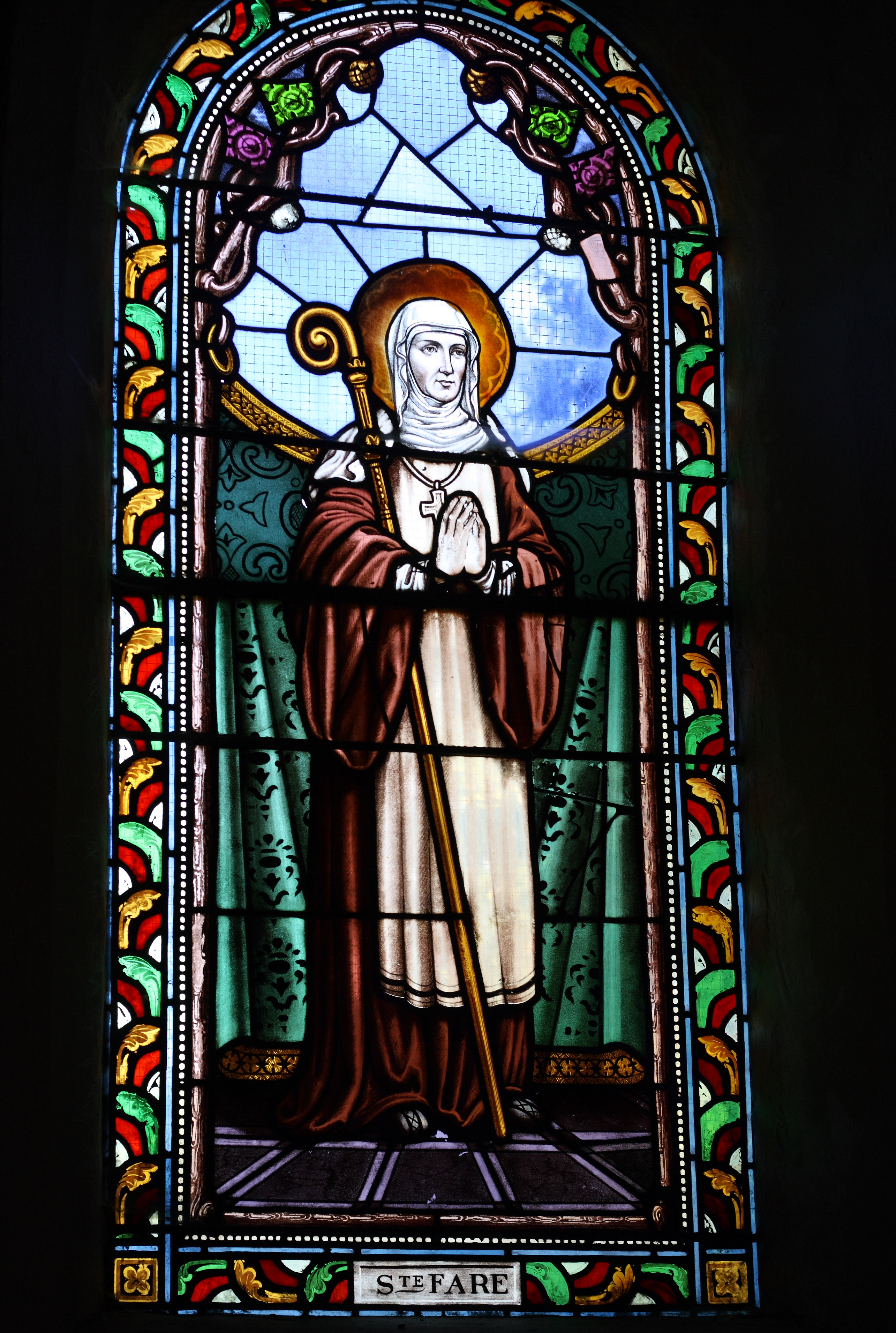
Heilige Fara, Bleiglasfenster in der Kirche Saint-Sulpice in La Celle-sur-Morin

Die heilige Fara, auch Burgundofara, althochdeutsch „die Fahrende“, (* 595 in Poincy; † 3. April um 656 in Faremoutiers) war eine Klostergründerin und Äbtissin. Sie wird in der katholischen Kirche als Heilige verehrt und als Helferin bei Augenleiden angerufen. Ihr Gedenktag ist der 7. Dezember. 

## Leben
Fara entstammte der fränkischen Adelsfamilie der Burgundofarones, die vermutlich burgundischer Herkunft waren und im Osten von Paris, in der Umgebung von Meaux Besitz hatten. Ihr Vater war Chagnerich, ein enger Vertrauter des Königs Theudebert II., die Mutter hieß Leudegund. Nach der Überlieferung war im Jahr 610 der heilige Columban von Luxeuil Gast im Hause der Familie und segnete beim Abschied Fara und ihre Geschwister. Als ihr Vater sie verheiraten wollte, wehrte sie sich und bekundete, ein klösterliches Leben führen zu wollen. Da der Vater ihrem Wunsch nicht nachgeben wollte, erkrankte Fara schwer und erblindete. Nur durch den Segen des heiligen Eustasius, eines Schülers von Columban, wurde sie wieder gesund. 
Schließlich durfte Fara um das Jahr 614 das Ordensgelübde ablegen. Ihr Vater erlaubte ihr, an dem Ort Eboriacum, am Zusammenfluss der Bäche Aubetin und Grand Morin, ein Kloster zu errichten, in dem sie Äbtissin wurde. Das Kloster befolgte zunächst die strenge Regel des heiligen Columban, später wurde die Benediktinerregel eingeführt. Fara starb um 656 in dem Kloster, das man später nach ihr Faremoutiers (Farae monasterium) nannte, und wurde dort bestattet. Als man im Jahr 1622 ihre Gebeine zur Verehrung aussetzte, soll eine blinde Nonne durch die Berührung mit den Reliquien ihr Augenlicht wieder erhalten haben. Das Kloster wurde während der Französischen Revolution weitgehend zerstört.

## Darstellung in der Kunst
Die heilige Fara wird als Äbtissin dargestellt, ihr Attribut ist die Ähre. Die ehemalige Kollegiatkirche Saint-Martin in Champeaux im östlich von Paris gelegenen Département Seine-et-Marne besitzt eine Skulptur der Heiligen, die neben dem heiligen Martin als Mitpatronin der Stadt verehrt wird. Die heilige Fara ist mit dem Plan der Abtei Faremoutiers in der Hand dargestellt. Auch in der Kathedrale Saint-Étienne in Meaux gibt es eine Statue der Heiligen. In der Kirche Saint-Sulpice in La Celle-sur-Morin, ebenfalls im Département Seine-et-Marne gelegen, wird die heilige Fara auf einem Bleiglasfenster dargestellt. 

## Patrozinien und Patronate
- Folgende Kirchen sind der heiligen Fara geweiht: 
  - Santa Fara in Bari (Apulien/Italien)
  - Santa Fara in Cinisi (Metropolitanstadt Palermo) (Sizilien/Italien)
- Folgende Plätze sind nach der heiligen Fara benannt:
  - Piazza Santa Fara in Bobbio (Provinz Piacenza) (Emilia-Romagna/Italien)